# Рафаела Андерсон
Рафаела Андерсон (фр. Raffaëla Anderson), рођена као Малика Амран (фр. Malika Amrane), 8. јануара 1976. у Монфермеју (фр. Montfermeil) у Француској, бивша је француска порнографска глумица и списатељица.

## Каријера
Рафаела је учила да постане секретарица. Ушла је у свет француске порнографије 1995, са 19 година, а напустила га је 6 година касније. Док је још била у индустрији за одрасле, била је једном силована од стране двојице мушкараца који су је препознали као порну глумицу. У једном документарцу она објашњава како су тужилац и судија у њеном случају одбацили силовање са ставом „Ви сте глумица у порнографским филмовима, па не можете да се жалите”.
Андерсонова је играла Ману у контроверзном филму Кресни ме (2000), експлицитног француског филма о две жене које одлазе на пут секса и насиља са убиствима. Амерички недељник Time је прегледао филм и приметио „И као једна од неморалних осветница, Рафаела Андерсон има прави квалитет звезде…”. 2001. у мејнстрим филму Amour de Femme игра инструкторку плеса која се заљубљује у удату жену.
Године 2005. учествује, заједно са 9 других актуелних или бивших порнографских извођача, у документарцу Une vie classée X за француски ТВ канал France 3. Прича како је изгубила невиност пред камерама, говори о својој породици и пореклу, и о насиљу које је претрпела или видела у порно индустрији. Тада је такође поменула коришћење кокаина и алкохола током епизода депресије након напуштања порнографског посла.
Андерсонова је написала књигу Hard, где је описала своја искуства у порно индустрији и осудила злоупотребе исте. У документарном филму La Petite Morte изразила је став многих истомишљеница. Године 2006. у књизи Tendre violence прича о детињству у својој муслиманској породици.

## Награде
-{
- 2000: Baise-moi (Кресни ме)
- 2001: Combats de femme – Un amour de femme
- 2003: La petite morte
- 2005: Une vie classée X

}-

## Филмографија (делимична)

### еротски и порнографски
-{
- 1995: Le King de ces dames
- 1995: Teeny Exzesse 36 und 38
- 1995: World Sex Tour 2: France
- 1996: Arabic Gang-Bang
- 1997: Cyberix
- 1997: Böse Mädchen 4
- 1997: Triple X 23
- 1998: Böse Mädchen 5
- 1998: Exhibition 99
- 1998: Faust Fucker — Die Faust im Loch
- 2000: Sapho 11
- 2000: Hard Sex Camping

}-

### биоскопски
- 2000:  (Кресни ме) од Виржини Депaнт
- 2001:

### документарни
-{
- 2003: La Petite morte
- 2005: Une vie classée X

}-